# Anomalie excentrică

Anomalia excentrică a punctului P este unghiul E. Centrul elipsei este punctul C, iar focarul este punctul F. Vectorul de poziție r este luat din focarul F, nu din centrul de coordonate C. Cercul auxiliar are raza a, iar cercul minor auxiliar are raza b.

Anomalia excentrică este un parametru unghiular care definește poziția unui corp aflat în mișcare pe orbita eliptică a lui Kepler. Este legată de anomalia medie prin formula lui Kepler.